# Cuicirama spectabilis
Cuicirama spectabilis là một loài bọ cánh cứng trong họ Cerambycidae.